# William James (fotograf)
William James (1866, Walsall Spojené království – 1948, Kanada) byl plodný kanadský fotograf anglického původu. Jeho dílo má široký záběr, je známý především svými fotografiemi architektury, reportážemi a portréty z Toronta v Ontariu. Jeho práce byly často sbírány a publikovány.

## Život a dílo
William James přišel do Kanady z Anglie v roce 1906 ve svých 40 letech. Od roku 1909 pracoval jako fotograf na volné noze a byl zakládajícím prezidentem Kanadské asociace fotografů.
Mike Filey, dlouhodobý autor tematických sloupečků o historii Toronta v magazínu Toronto Sun, označil Jamese za technického inovátora. Instituce City of Toronto Archives opatruje sbírku více než 6 000 Jamesových fotografií.

## Galerie

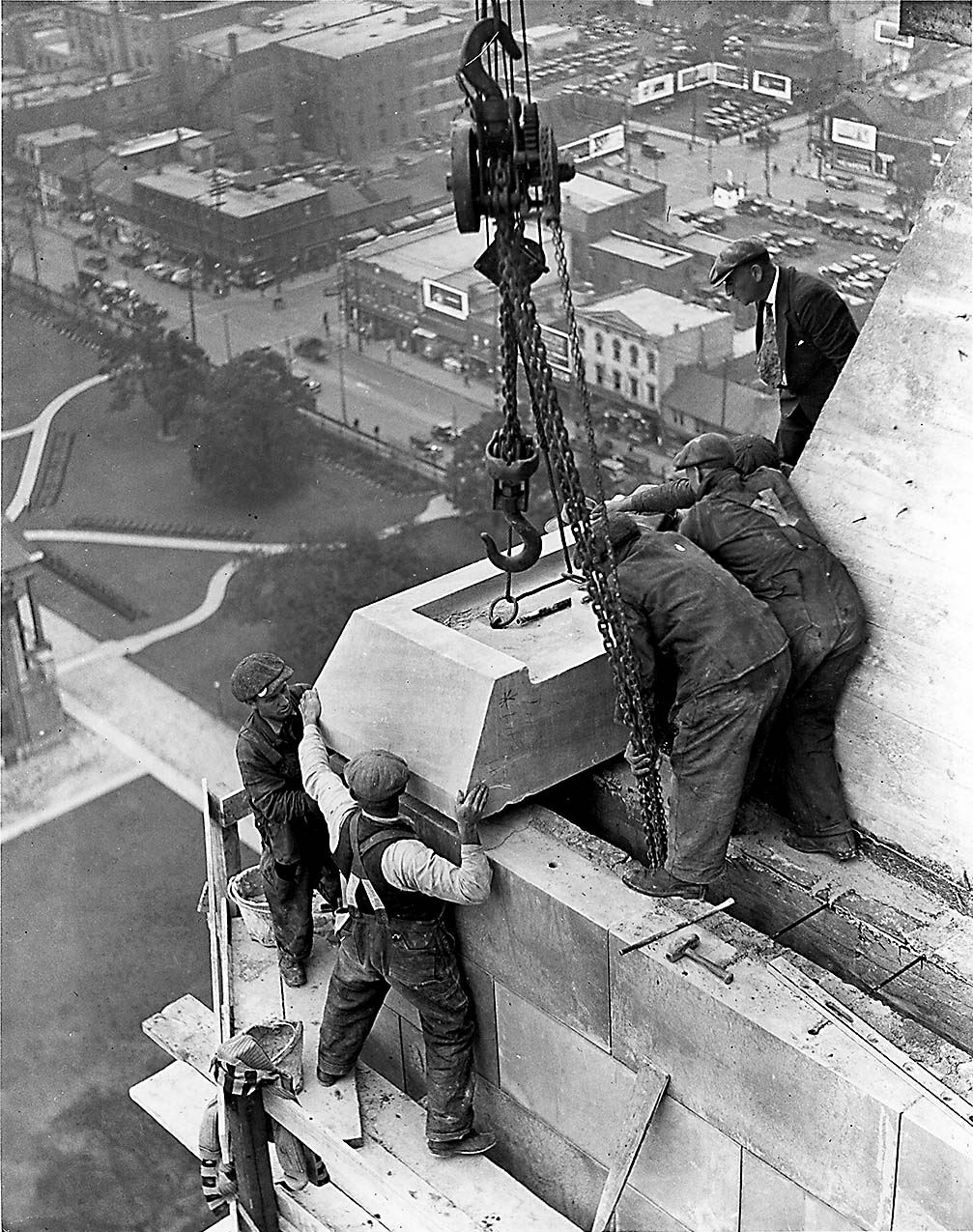
Pokládání posledního kamene, Canada Life Building Toronto, Ontario, Kanada
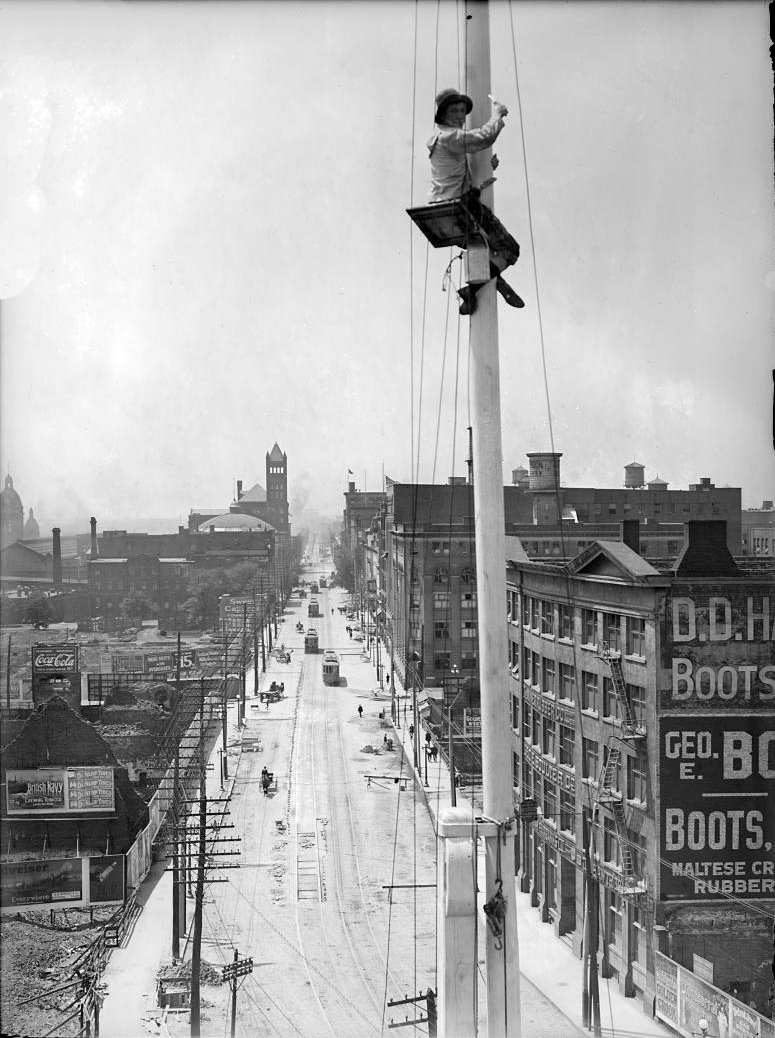
Natěrač
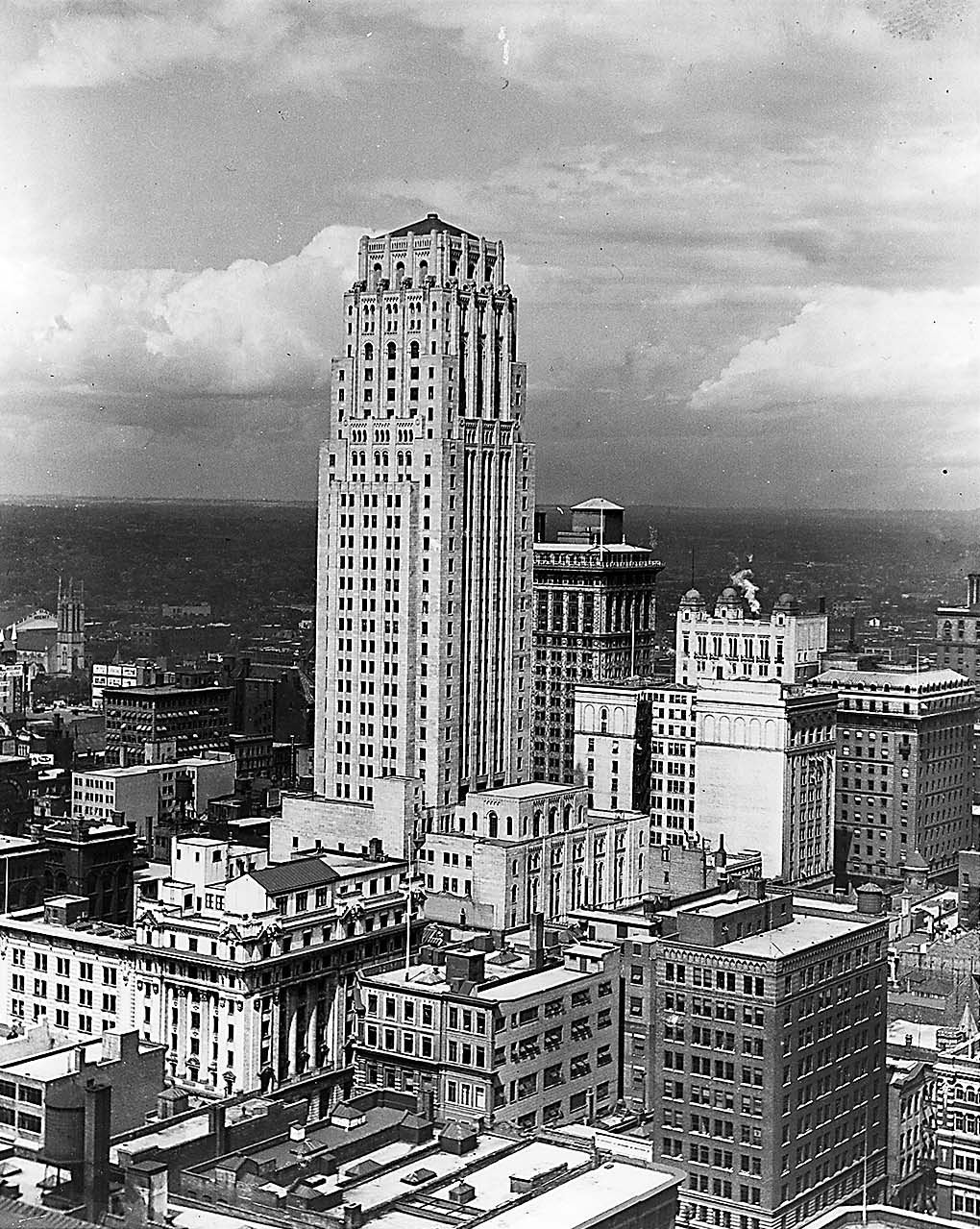
Bank of Commerce, 1930
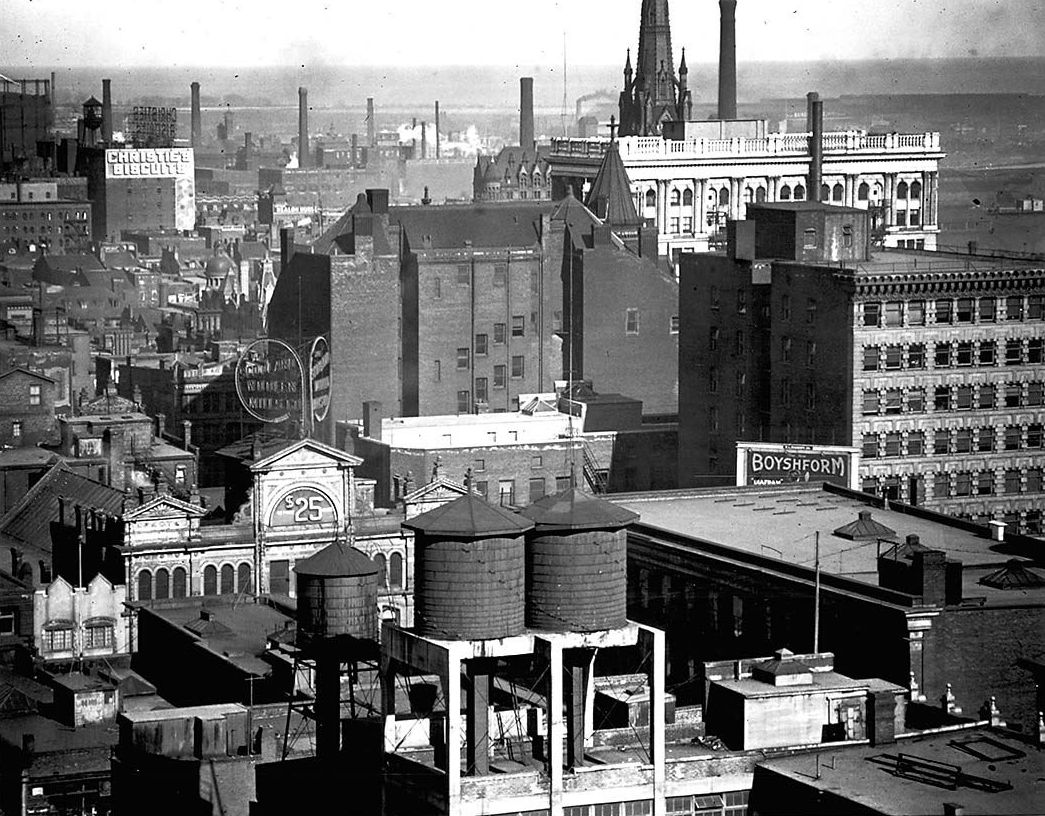
Pohled na jihovýchod od ulic Richmond a Bay street
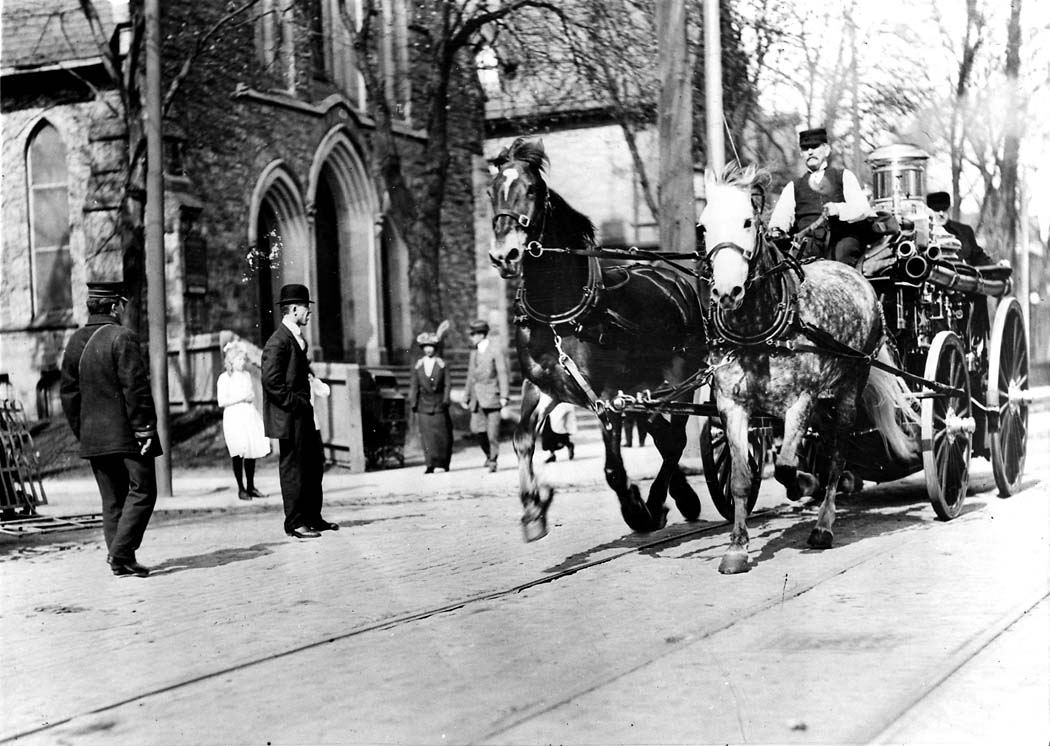
Hasiči
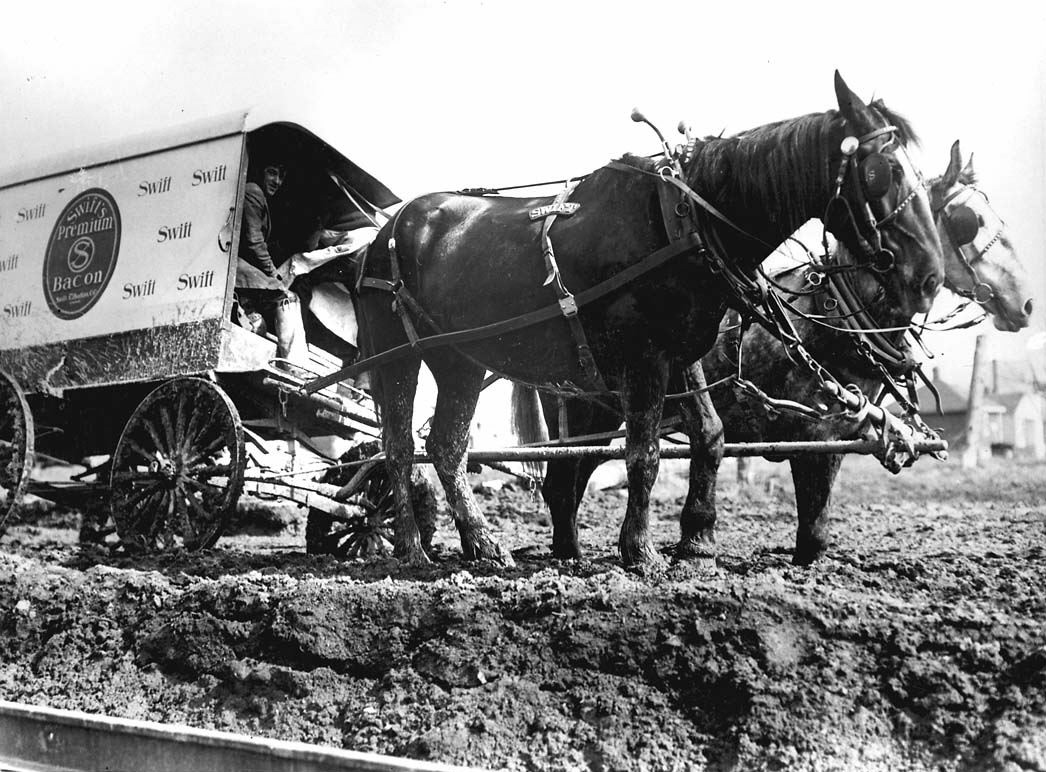
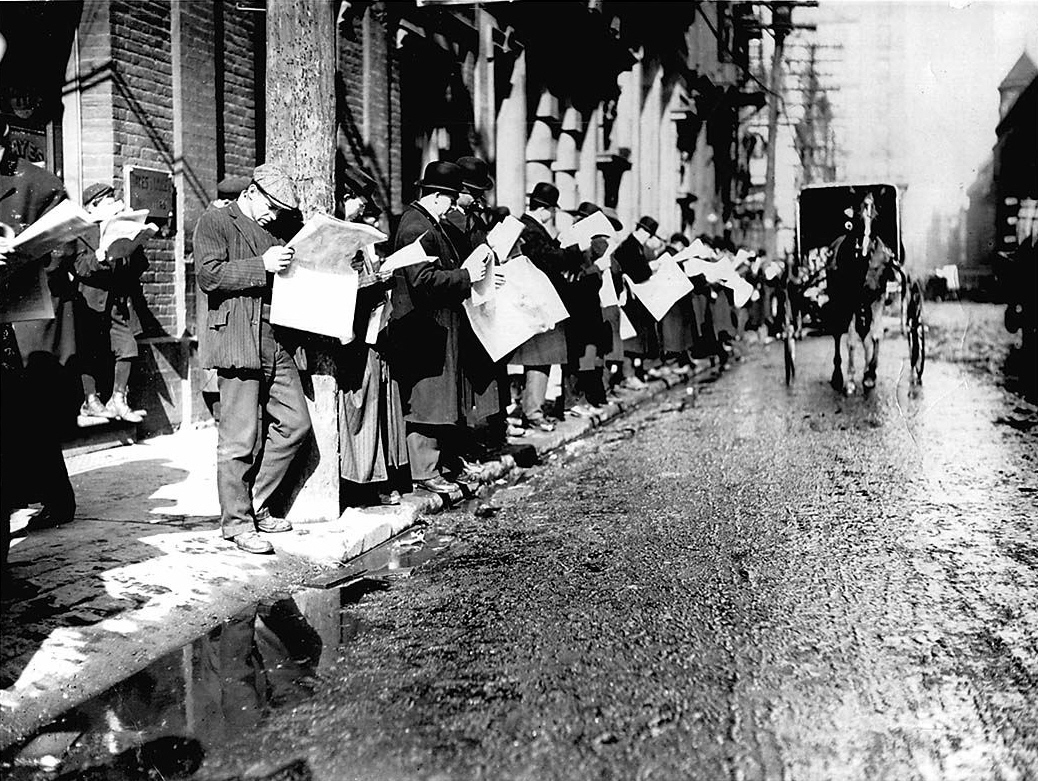
Muži čtou inzeráty na práci v novinách, Melinda Street
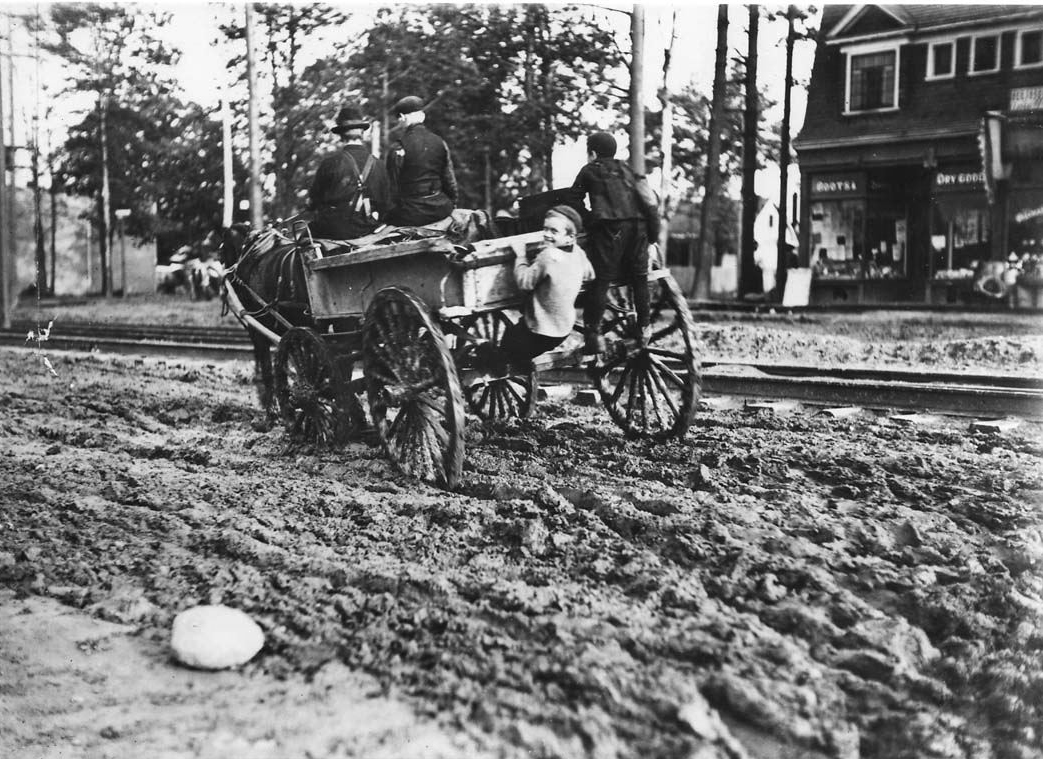
Chlapec, Toronto
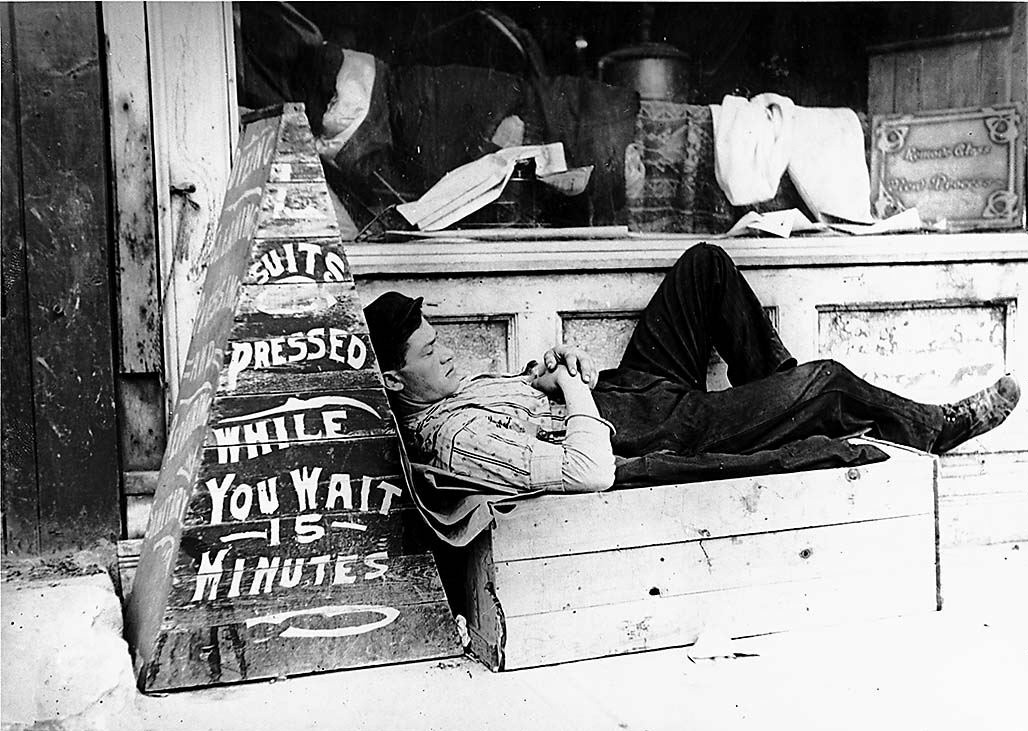
Spící muž před obchodem
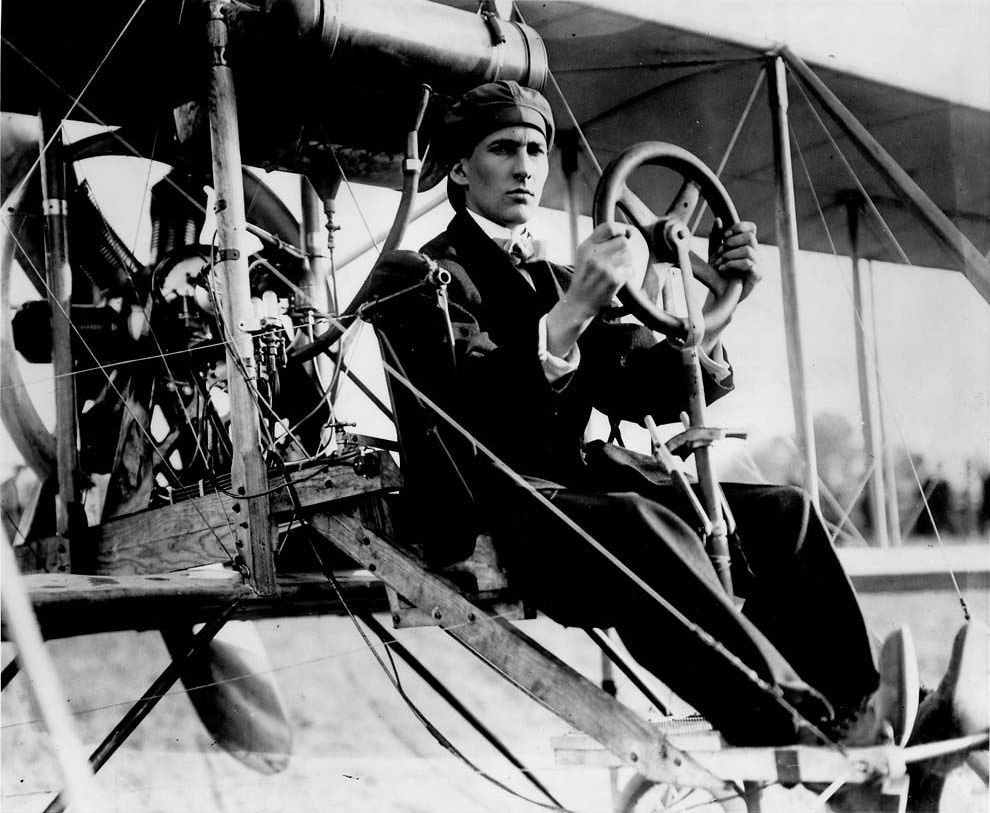
Pionýr letectví John Alexander Douglas McCurdy v letounu
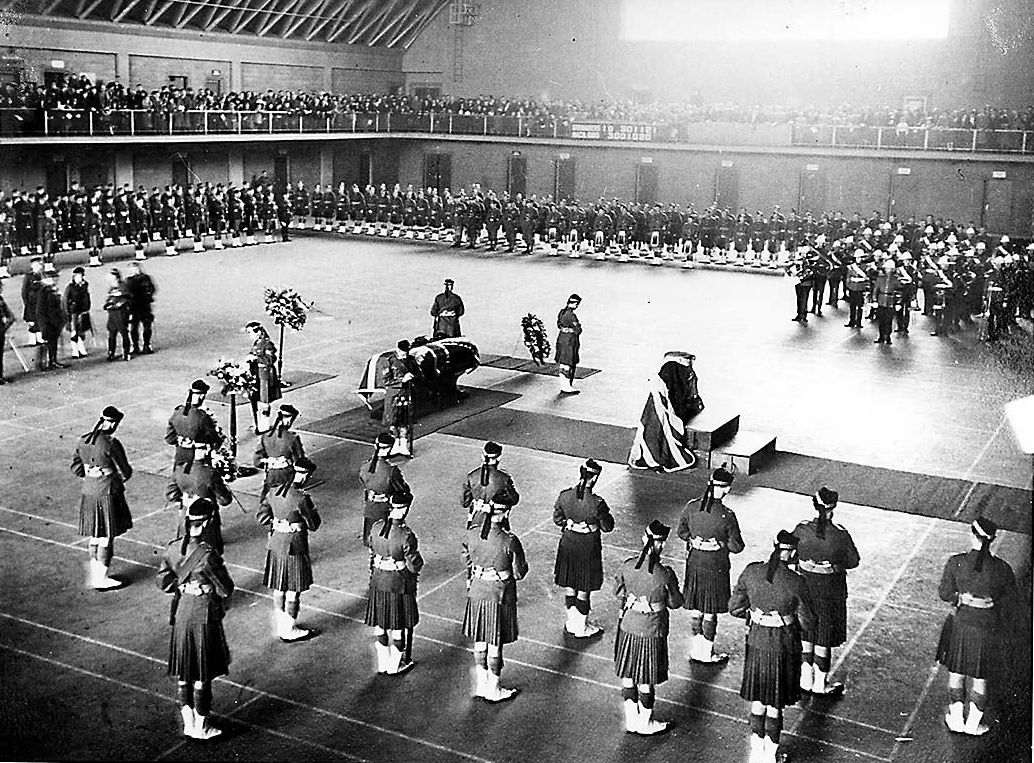
Pohřeb Henryho Pellatta, Toronto Armouries